# Глодневское сельское поселение
Гло́дневское сельское поселение — муниципальное образование в восточной части Брасовского района Брянской области. Центр — село Глоднево.
Образовано в результате проведения муниципальной реформы в 2005 году путём преобразования дореформенного Глодневского сельсовета.

## Население
| 2010 | 2011 | 2012 | 2013 | 2014 | 2015 | 2016 | 2017 | 2018 |
| ---- | ---- | ---- | ---- | ---- | ---- | ---- | ---- | ---- |
| 927  | ↘925 | ↘886 | ↘855 | ↘847 | ↘845 | ↘839 | ↗857 | ↘847 |
| 2019 | 2020 | 2021 |      |      |      |      |      |      |
| ↘835 | ↘813 | ↗844 |      |      |      |      |      |      |

## Населённые пункты
| № | Населённый пункт  | Тип     | Население |
| - | ----------------- | ------- | --------- |
| 1 | Вежонка           | деревня | ↘26       |
| 2 | Глоднево          | село    | ↘737      |
| 3 | Казинка           | деревня | ↘16       |
| 4 | Краснополье       | деревня | ↘9        |
| 5 | Перескоки         | деревня | ↘62       |
| 6 | Пожар             | посёлок | ↘5        |
| 7 | Троицконикольский | посёлок | ↘0        |